# Niphargus virei
Niphargus virei is een vlokreeftensoort uit de familie van de Niphargidae. De wetenschappelijke naam van de soort is voor het eerst geldig gepubliceerd in 1896 door Chevreux.